# Zvonečník hlavatý horský
Zvonečník hlavatý horský (Phyteuma orbiculare subsp. montanum) je vzácně se vyskytující bylina s neobvykle vyhlížejícím květenstvím, je jedním ze tří poddruhů zvonečníka hlavatého vyskytujících se na území České republiky.

## Výskyt
Roste výhradně v pohořích Střední Evropy, ve východních částech hojněji. V ČR vyrůstá v současnosti jen na dvou lokalitách v Hrubém Jeseníku v montánním stupni od nadmořské výšky 1150 do 1350 m; v  minulosti rostl i v Krkonoších a na Králickém Sněžníku. Tento poddruh má v oblibě mokvavé skalnaté svahy, škvíry a rozsedliny ve skalách. Daří se mu dobře na nevápenných nebo mírně vápnitých podkladech ve fytogeografické oblasti oreofytikum. V České republice roste především ve společenstvech svazu Agrostion alpinae.

## Popis
Je to rostlina vytrvalá dorůstající do výšky 10 až 30 cm. Listy přízemní růžice mají řapíky poměrně krátké, maximálně stejně dlouhé jako jejich vejčité čepele. Přímá, dutá, nevětvená, podélně rýhovaná lodyha roste z tenkého kořene. Lodyžní listy kopinatého tvaru vyrůstající střídavě jsou poloobjímavé, po obvodu pilovité, horní bývají kratší a užší než spodní. Rostlina vyrůstá po několik let opět na jaře z obnovovacího pupenu který je v úrovni půdy a přes zimu bývá skryt pod suchými listy.
Modré květy rostoucí z úžlabí drobných listenců jsou seskupeny do hlávky, květenství kulovitého tvaru které mívá v průměru 15 až 25 mm. Zákrovní listeny jsou kopinaté, špičaté, přitlačené ke květům. Kalich květu je tvořen pěti úzkými zašpičatělými lístky. Trubkovitá koruna složená z pěti cípů je hluboká, před plným rozkvětem je zakřivená a později se narovnává, korunní lístky se u vrcholu koruny pozvolna rozvírají. V koruně je pět nitek s čárkovitými prašníky a jedna blizna se 2 nebo 3 rameny. Květy jsou oboupohlavné, pro znesnadnění samoopylení dozrává pyl dříve než vajíčka. Počet chromozomů (2n) = 23.
V květnu až červenci květy rozkvétají a lákají opylovací hmyz, kterým jsou druhy s dlouhým sosákem, např. motýli a čmeláci. Z opylených květů se vyvíjejí pukající tobolky s drobnými semeny, která jsou jedinou možností rozšiřování zvonečníku hlavatého horského do okolí.

## Ohrožení
Místa výskytu a tudíž i početní stavy zvonečníku hlavatého horského se za posledních několik desetiletí podstatně snížily na současnou kritickou mez. Proto byl v roce 2000 v "Černém a červeném seznamu cévnatých rostlin České republiky" zařazen mezi kriticky ohrožená druhy. Vyhláškou Ministerstva životního prostředí ČR č. 395/1992 Sb. ve znění vyhl. č. 175/2006 Sb. byl jako součást druhu zvonečník hlavatý prohlášen za rostlinu silně ohroženou.